# Іжморка 2-а
Іжмо́рка 2-а (рос. Ижморка 2-я) — село у складі Іжморського округу Кемеровської області, Росія.

## Населення
Населення — 493 особи (2010; 525 у 2002).
Національний склад (станом на 2002 рік):
- росіяни — 95 %